# 林呂韜
林呂韜（1708年—1771年），福建漳州府詔安縣（今福建省詔安縣）人，中國清朝武官官員。
任把總、千總。乾隆十八年，任福建守備。乾隆二十三年，任福建水師提標前營遊擊。乾隆二十四年，任福建澎湖協標右營遊擊。乾隆二十六年，任澎湖水師協副將。乾隆二十六年，任廣東大鵬營參將。乾隆二十九年，任廣東澄海營水師副將。乾隆三十二年，任廣東雷瓊鎮總兵官。乾隆三十六年，因幕友蔡俊等贪赃，林呂韜恐此时有违功名，持刀自杀。次日投井身亡。有子林國祥。